# Британнік
Тиберій Клавдій Цезар Британнік (лат. Tiberius Claudius Caesar Britannicus; 12 лютого 41 — 11 лютого 55) — син римського імператора Клавдія і його третьої дружини Валерії Мессаліни, спадкоємець престолу з 43 до 50 року. Брат Клавдії Октавії і Клавдії Антонії. Отруєний за наказом Нерона напередодні чотирнадцятиріччя.

## Біографія

### Раннє життя
Тиберій Клавдій Германік (ім'я Британніка при народженні) народився, найімовірніше, 12 лютого 41 року в родині римського імператора Клавдія і його третьої, набагато молодшої, дружини Валерії Мессаліни. Менше, ніж за місяць до народження сина, Клавдій став імператором після вбивства його племінника Калігули. Новонароджений став єдиним хлопцем з родини Клавдія (син імператора від шлюбу з Плавцією Ургуланіллою Друз помер у підлітковому віці багато років до народження Британніка).

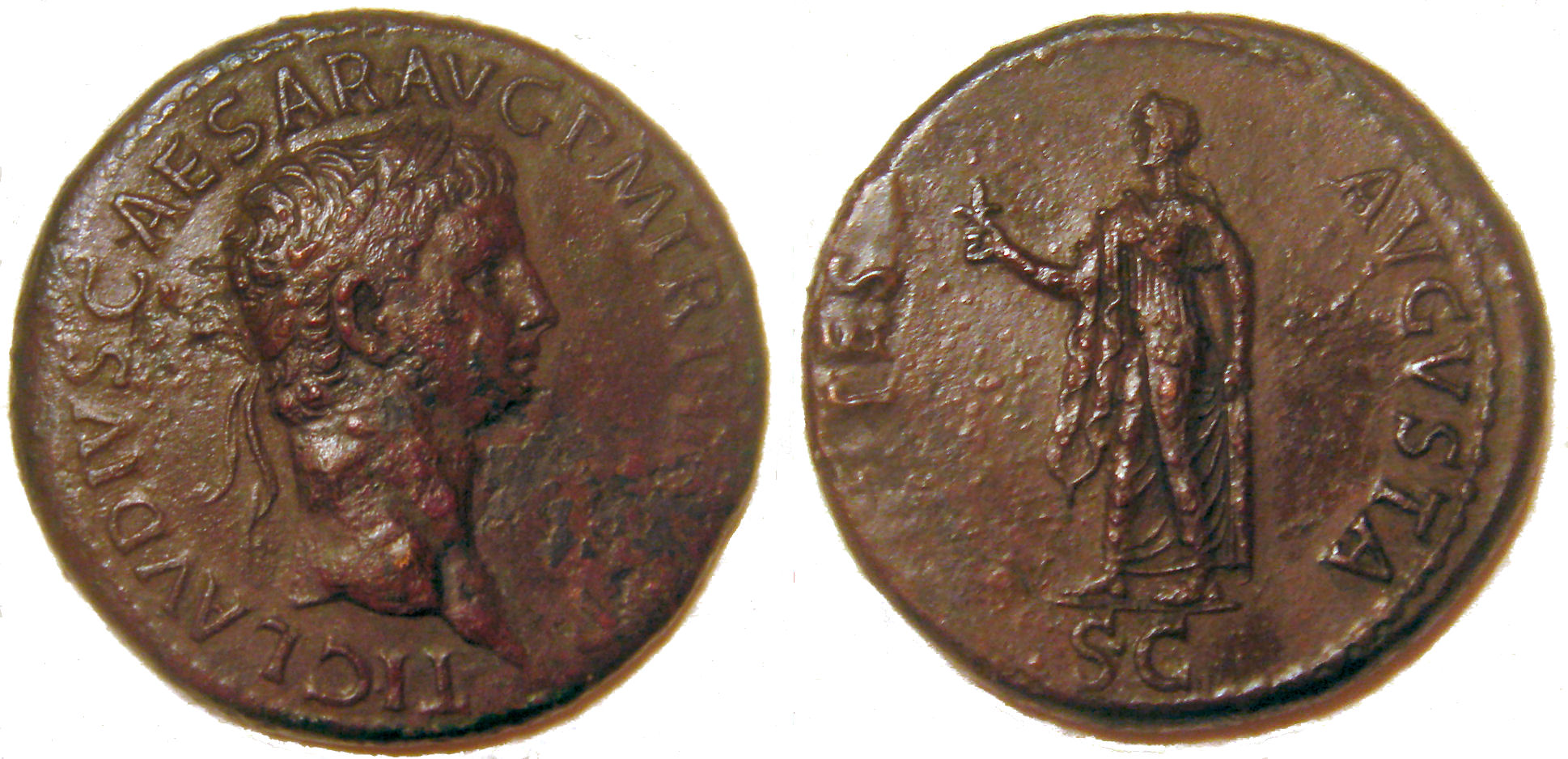
Сестерцій Клавдія, випущений на честь Британніка

Народження сина суттєво зміцнило позиції імператора, який правив ще зовсім мало часу. Клавдій негайно визнав дитину своїм спадкоємцем і випустив на честь сина сестерцій. 43 року Сенат ухвалив рішення подарувати Клавдію титул «Британнік» внаслідок його успіхів у завоюванні Британії. Імператор від титулу відмовився, проте взяв його для малолітнього сина, тож під цим іменем останній відомий в історіографії. Светоній пише, що Клавдій дуже любив Британніка. За словами історика, «Клавдій не раз немовлям доручав його увазі народу і солдатів, на зібрання виносив його на руках, на видовищах то притискав до грудей, то піднімав над собою, і бажав йому щасливого майбутнього під гучні аплодисменти натовпу». Хлопчик був популярним в народі.
48 року була страчена разом з Гаєм Сілієм за звинувачення у змові з метою захоплення влади дружина імператора Валерія Мессаліна. Обвинувачення інкримінувало їм бажання правити регентами від імені малолітнього Британніка.
Після падіння Валерії Мессаліни Клавдій шукав нову дружину. Відсутність дорослого спадкоємця призводила до певної нестабільності у становищі імператора. У 49 році він одружився з Агріппіною Молодшою. Незабаром під впливом нової дружини він визнав сина Агріппіни від першого шлюбу Нерона своїм спадкоємцем. За словами Тацита, Британнік не завжди ладив із названим братом, хоча нерідко вони з'являлися на людях як брати, що живуть у злагоді. Навколо спадкування плелися складні інтриги, переможцем у яких вийшла Агріппіна з сином.
Під кінець життя Клавдій збирався поновити спадкоємцем Британніка, який швидко змужнів, на думку деяких істориків, імператор навіть почав подумувати про розлучення з Агріппіною; проте 13 жовтня 54 він отруївся грибами на бенкеті. Найімовірніше, що літнього Клавдія отруїла дружина, яка побоювалася втрати свого привілейованого становища внаслідок можливого розлучення з чоловіком. Утім, ця версія не повністю доведена, є навіть версії, що Клавдія отруїв Нерон чи імператор отруївся випадково. Престол зайняв Нерон, а Британнік залишився поза владою.

### Смерть
У перші місяці правління Нерона Британнік залишався жити при дворі в досить непривілейованому становищі. Утім, в 55 році виник конфлікт між новим імператором і його матір'ю Агріппіною, яка бажала впливати на сина. Агріппіна пригрозила Нерону, що росте справжній спадкоємець Клавдія, і вона забере Британніка у преторіанський табір, де популярний у війську хлопець буде оголошений новим імператором.
Нерон сприйняв погрози серйозно. Іншою причиною, яка послужила до погіршення ставлення імператора до зведеного брата стало те, що той був популярний і йому співчував народ. Тому Нерон вирішив отруїти Британніка, причому публічно на бенкеті, на очах у придворних. Імператор міг усунути суперника таємно, проте, ймовірно, він хотів показати своєму оточенню, яка доля чекає того, хто йому не підкориться. З іншого боку, він не зважився звинуватити Британніка у якомусь злочині і стратити, адже зведений брат імператора був, як уже згадувалося, популярний у народі.
Вся їжа, яка подавалася в оточенні імператора на бенкетах, перевірялася на вміст отрути спеціальним рабом-дегустатором. Тому спочатку Британніку подали цілком безпечний напій, але надто гарячий. Коли той поскаржився на зависоку температуру напою і відсунув чашу, вміст розбавили холодною водою, яка містила в собі отруту. Підліток помер майже миттєво.
Поховання Британніка відбулося у поспіху, за одну ніч. Все, необхідне для проведення ритуалів похорону, було підготовлене раніше. Як пише Тацит, Нерон видав особливий указ, у якому пояснив, що поспіх у похованні сина Клавдія спричинений звичаєм предків не затягувати похорон передчасно померлих.
Доля сестер Британніка теж не склалася щасливо. Клавдія Октавія була страчена 62 року, після того, як Нерон з нею розлучився, а Клавдія Антонія — у 66 році через відмову на домагання Нерона.

## Образ у культурі
У культурі образ Британніка не дуже поширений, найчастіше він згадується лише в контексті Нерона або Клавдія. Британнік є героєм історичного роману «Я, Клавдій» Роберта Грейвса і його екранізації.